# 泉駅 (福島県いわき市)

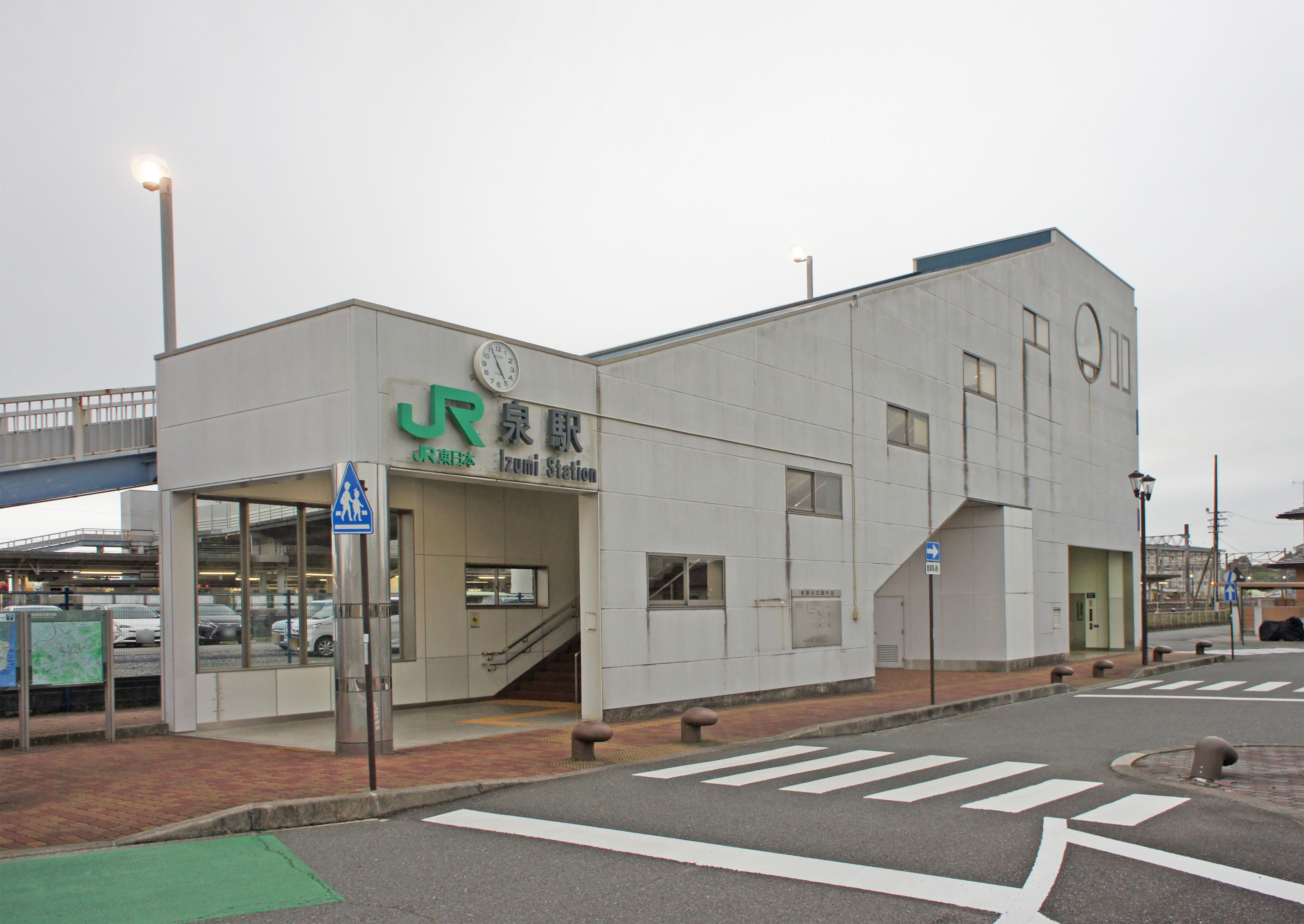
北口（2022年4月）

泉駅（いずみえき）は、福島県いわき市泉町滝尻上谷地（かみやじ）にある東日本旅客鉄道（JR東日本）・福島臨海鉄道の駅。事務管コードは▲421131。
JR東日本の常磐線と、当駅を起点とする貨物線である福島臨海鉄道本線が乗り入れている。

## 歴史
- 1897年（明治30年）2月25日：日本鉄道の駅として開業[2]。
- 1906年（明治39年）11月1日：日本鉄道が国有化され、官設鉄道の所属となる[2]。
- 1907年（明治40年）12月1日：小名浜馬車軌道（馬車鉄道・のちの小名浜臨港鉄道→福島臨海鉄道）が駅前に乗り入れ。
- 1909年（明治42年）10月12日：線路名称の制定により、常磐線の所属となる。
- 1941年（昭和16年）6月：小名浜臨港鉄道線が経路変更。同時に当駅に乗り入れ。
- 1949年（昭和24年）6月1日：日本国有鉄道が発足。
- 1971年（昭和46年）2月：駅舎を改築[新聞 1]。
- 1972年（昭和47年）10月1日：福島臨海鉄道本線の旅客営業が廃止。
- 1987年（昭和62年）4月1日：国鉄分割民営化により、JR東日本の駅となる[2]。
- 1999年（平成11年）3月11日：橋上駅舎に改築[7][8]。
- 2009年（平成21年）3月14日：東京近郊区間の拡大に伴い、ICカード「Suica」の利用が可能となる[報道 1]。
- 2018年（平成30年）3月：ホーム内にエレベーター設置。
- 2020年（令和2年）3月13日：同日をもって特急「ときわ」の定期列車の当駅への乗り入れが廃止[報道 2]。
- 2022年（令和4年）
  - 3月31日：みどりの窓口の営業を終了[3][5]。
  - 4月1日：話せる指定席券売機を導入[3][5]。被管理駅化[3]。

## 駅構造
2面3線のホームと貨物用側線を有する地上駅である。橋上駅舎を持ち、北口と南口の間は自由通行が可能だが、駅舎横には別に跨線橋がある。
いわき統括センター（いわき駅）管理の直営駅である。ただし、お客さまサポートコールシステムが導入されており、一部の時間帯は遠隔対応のため改札係員は不在となる。多機能券売機、指定席券売機、話せる指定席券売機が設置されている。

### のりば
| 番線 | 路線    | 方向 | 行先                                   |
| ---- | ------- | ---- | -------------------------------------- |
| 1    | ■常磐線 | 上り | 日立・水戸・土浦・上野・東京・品川方面 |
| 2    | ■常磐線 | 下り | いわき・原ノ町・仙台方面               |
| 3    | ■常磐線 | 下り | いわき・原ノ町・仙台方面               |

- 3番線の定期列車は12時台に1本設定されている。

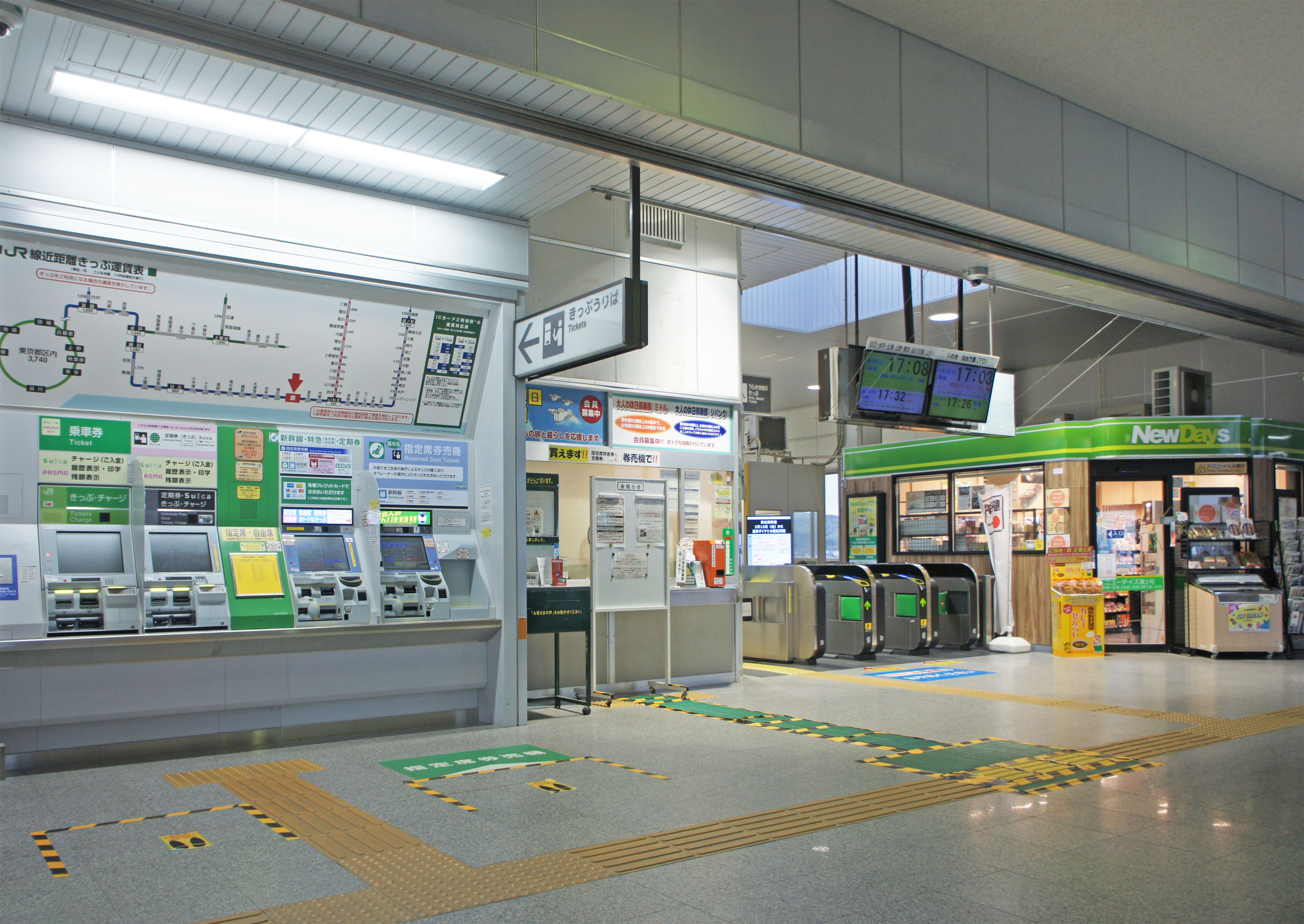
改札口と券売機（2022年4月）
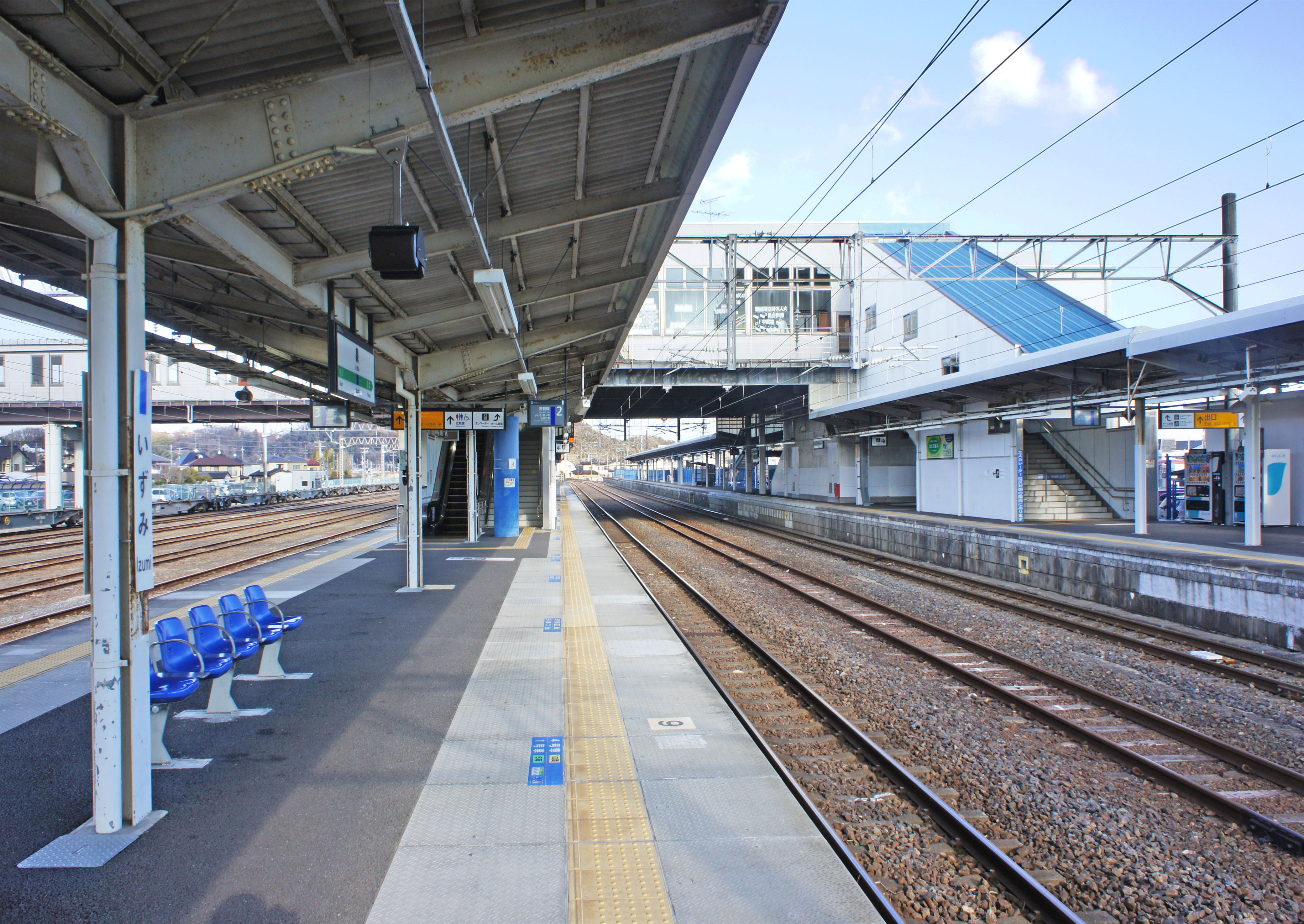
ホーム（2022年2月）

## 利用状況
JR東日本によると、2023年度（令和5年度）の1日平均乗車人員は2,184人である。
2000年度（平成12年度）以降の推移は以下のとおりである。
| 1日平均乗車人員推移 | 1日平均乗車人員推移 | 1日平均乗車人員推移 | 1日平均乗車人員推移 | 1日平均乗車人員推移 |
| 年度                | 定期外              | 定期                | 合計                | 出典                |
| ------------------- | ------------------- | ------------------- | ------------------- | ------------------- |
| 2000年（平成12年）  |                     |                     | 2,289               | [ 利用客数 2 ]      |
| 2001年（平成13年）  |                     |                     | 2,291               | [ 利用客数 3 ]      |
| 2002年（平成14年）  |                     |                     | 2,276               | [ 利用客数 4 ]      |
| 2003年（平成15年）  |                     |                     | 2,209               | [ 利用客数 5 ]      |
| 2004年（平成16年）  |                     |                     | 2,130               | [ 利用客数 6 ]      |
| 2005年（平成17年）  |                     |                     | 2,072               | [ 利用客数 7 ]      |
| 2006年（平成18年）  |                     |                     | 2,089               | [ 利用客数 8 ]      |
| 2007年（平成19年）  |                     |                     | 2,111               | [ 利用客数 9 ]      |
| 2008年（平成20年）  |                     |                     | 2,101               | [ 利用客数 10 ]     |
| 2009年（平成21年）  |                     |                     | 2,039               | [ 利用客数 11 ]     |
| 2010年（平成22年）  |                     |                     | 2,047               | [ 利用客数 12 ]     |
| 2011年（平成23年）  |                     |                     | 1,928               | [ 利用客数 13 ]     |
| 2012年（平成24年）  | 760                 | 1,381               | 2,141               | [ 利用客数 14 ]     |
| 2013年（平成25年）  | 791                 | 1,453               | 2,245               | [ 利用客数 15 ]     |
| 2014年（平成26年）  | 854                 | 1,401               | 2,256               | [ 利用客数 16 ]     |
| 2015年（平成27年）  | 938                 | 1,507               | 2,445               | [ 利用客数 17 ]     |
| 2016年（平成28年）  | 912                 | 1,540               | 2,452               | [ 利用客数 18 ]     |
| 2017年（平成29年）  | 917                 | 1,507               | 2,425               | [ 利用客数 19 ]     |
| 2018年（平成30年）  | 962                 | 1,486               | 2,449               | [ 利用客数 20 ]     |
| 2019年（令和元年）  | 906                 | 1,429               | 2,335               | [ 利用客数 21 ]     |
| 2020年（令和02年）  | 478                 | 1,308               | 1,787               | [ 利用客数 22 ]     |
| 2021年（令和03年）  | 521                 | 1,262               | 1,783               | [ 利用客数 23 ]     |
| 2022年（令和04年）  | 726                 | 1,285               | 2,011               | [ 利用客数 24 ]     |
| 2023年（令和05年）  | 845                 | 1,339               | 2,184               | [ 利用客数 1 ]      |

## 駅周辺
常磐線における小名浜地区への最寄り駅であり、新常磐交通の路線バスが連絡している。駅の両方の出入口にタクシーのりばがある。
- いわき市役所泉出張所
- いわき泉郵便局
- いわき秀英小学校・中学校・高等学校
- 福島県企業局いわき事業所
- 中部工業団地
- 福島県道15号小名浜四倉線
- 福島県道20号いわき上三坂小野線
- 福島県道56号常磐勿来線
- 福島県道240号釜戸小名浜線
- 常磐バイパス（国道6号）
- いわき東警察署泉交番
- 藤原川

## バス路線
南口にある「泉駅前」停留所より発着する。全路線が新常磐交通によって運行されている。
| のりば | 運行事業者 | 行先                                                                                 | 出典          |
| ------ | ---------- | ------------------------------------------------------------------------------------ | ------------- |
| 1      | 新常磐交通 | - 小名浜 - 常交いわき中央営業所 - 西原 - いわき秀英高校 - （直行）イオンモール小名浜 | [ 10 ] [ 11 ] |
| 2      | 新常磐交通 | - いわき光洋高校 - 小名浜・海星高校前 - 中央台・郷ヶ丘                               | [ 10 ]        |
| 3      | 新常磐交通 | 湯本高校                                                                             | [ 10 ]        |

## 隣の駅
東日本旅客鉄道（JR東日本）
■常磐線
- 特急「ひたち」停車駅

■普通
植田駅 - 泉駅 - 湯本駅
福島臨海鉄道
福島臨海鉄道本線
泉駅 - 小名浜駅

### 記事本文

#### 報道発表資料
1. ↑  『Suicaをご利用いただけるエリアが広がります。』（PDF）（プレスリリース）東日本旅客鉄道、2008年12月22日。オリジナルの2020年5月24日時点におけるアーカイブ。2020年5月25日閲覧。
2. ↑  『2020年3月ダイヤ改正について』（PDF）（プレスリリース）東日本旅客鉄道水戸支社、2019年12月13日、2頁。オリジナルの2020年1月11日時点におけるアーカイブ。2020年1月20日閲覧。

#### 新聞記事
1. ↑  「泉駅新駅舎が完成」『交通新聞』交通協力会、1971年2月21日、3面。

### 利用状況
1. 1 2  “各駅の乗車人員（2023年度）”.   東日本旅客鉄道. 2024年7月21日閲覧。
2. ↑  “各駅の乗車人員（2000年度）”.   東日本旅客鉄道. 2019年3月5日閲覧。
3. ↑  “各駅の乗車人員（2001年度）”.   東日本旅客鉄道. 2019年3月5日閲覧。
4. ↑  “各駅の乗車人員（2002年度）”.   東日本旅客鉄道. 2019年3月5日閲覧。
5. ↑  “各駅の乗車人員（2003年度）”.   東日本旅客鉄道. 2019年3月5日閲覧。
6. ↑  “各駅の乗車人員（2004年度）”.   東日本旅客鉄道. 2019年3月5日閲覧。
7. ↑  “各駅の乗車人員（2005年度）”.   東日本旅客鉄道. 2019年3月5日閲覧。
8. ↑  “各駅の乗車人員（2006年度）”.   東日本旅客鉄道. 2019年3月5日閲覧。
9. ↑  “各駅の乗車人員（2007年度）”.   東日本旅客鉄道. 2019年3月5日閲覧。
10. ↑  “各駅の乗車人員（2008年度）”.   東日本旅客鉄道. 2019年3月5日閲覧。
11. ↑  “各駅の乗車人員（2009年度）”.   東日本旅客鉄道. 2019年3月5日閲覧。
12. ↑  “各駅の乗車人員（2010年度）”.   東日本旅客鉄道. 2019年3月5日閲覧。
13. ↑  “各駅の乗車人員（2011年度）”.   東日本旅客鉄道. 2019年3月5日閲覧。
14. ↑  “各駅の乗車人員（2012年度）”.   東日本旅客鉄道. 2019年3月5日閲覧。
15. ↑  “各駅の乗車人員（2013年度）”.   東日本旅客鉄道. 2019年3月5日閲覧。
16. ↑  “各駅の乗車人員（2014年度）”.   東日本旅客鉄道. 2019年3月5日閲覧。
17. ↑  “各駅の乗車人員（2015年度）”.   東日本旅客鉄道. 2019年3月5日閲覧。
18. ↑  “各駅の乗車人員（2016年度）”.   東日本旅客鉄道. 2019年3月5日閲覧。
19. ↑  “各駅の乗車人員（2017年度）”.   東日本旅客鉄道. 2018年7月6日閲覧。
20. ↑  “各駅の乗車人員（2018年度）”.   東日本旅客鉄道. 2019年7月12日閲覧。
21. ↑  “各駅の乗車人員（2019年度）”.   東日本旅客鉄道. 2020年7月12日閲覧。
22. ↑  “各駅の乗車人員（2020年度）”.   東日本旅客鉄道. 2021年7月24日閲覧。
23. ↑  “各駅の乗車人員（2021年度）”.   東日本旅客鉄道. 2022年8月7日閲覧。
24. ↑  “各駅の乗車人員（2022年度）”.   東日本旅客鉄道. 2023年7月10日閲覧。

### 「いずみ」と読む他の駅
- 泉駅 (福島市) - 福島交通飯坂線の駅
- 出水駅 - JR九州九州新幹線・肥薩おれんじ鉄道線の駅